# Керменд
Керменд (мађ. Körmend, словен. Kermendin) град је у Мађарској. Керменд је један од важнијих градова у оквиру жупаније Ваш.
Керменд је имао 12.028 становника према подацима из 2009. године.

## Географија
Град Керменд се налази у западном делу Мађарске, близу границе са Аустријом - 10 km западно. Од престонице Будимпеште град је удаљен око 260 km западно. Град се налази у западном ободу Панонске низије, на реци Раби. Зададно од града почињу први брегови Алпа. Надморска висина града је око 190 m.

## Становништво
По процени из 2017. у граду је живело 11.305 становника.
| 1990.  | 2001.  | 2011.  | 2017.  |
| ------ | ------ | ------ | ------ |
| 12.157 | 12.802 | 11.950 | 11.305 |

## Галерија
- Дворац у Корменду
- Градска црква
- Дворац у Корменду
- Главни трг